# Davesh Maulik
Davesh Maulik ist ein US-amerikanischer Mathematiker, der sich mit Algebraischer Geometrie befasst. 
Maulik wurde 2007 an der Princeton University bei Rahul Pandharipande promoviert. Er ist Associate Professor an der Columbia University. 2007 wurde er Clay Research Fellow.
Mit Pandharipande, Andrei Okunkow und Nikita Nekrassow stellte er die MNOP-Vermutung auf, die Verbindungen von Gromov-Witten-Invarianten zu Thomas-Donaldson-Invarianten in der abzählenden Geometrie herstellt. Er war auch am Beweis der Vermutung für Spezialfälle beteiligt und der Berechnung von Gromov-Witten-Invarianten, zum Beispiel für Calabi-Yau-Varietäten.
2014 war er Invited Speaker auf dem Internationalen Mathematikerkongress in Seoul (K3 surfaces in positive characteristic).

## Schriften
- mit Pandharipande: A topological view of Gromov-Witten-theory, Arxiv 2004
- mit Pandharipande, Nekrassow, Okunkow: Gromov-Witten theory and Donaldson-Thomas theory, Teil 1,2, Compositio Mathematica, Band 142, 2006, S. 1263–1285, 1286–1304, Teil 1, Arxiv, Teil 2, Arxiv
- mit Pandharipande, A. Oblomkow, Okunkow: Gromov-Witten/Donaldson-Thomas correspondence for toric 3-folds, Inventiones mathematicae, Band 186, 2011, S. 171–198, Arxiv
- mit Yun Zhiwei: Macdonald formula for curves with planar singularities, Preprint 2011
- mit Andrei Okunkow: Quantum Groups and Quantum Cohomology, Arxiv 2012